# Mulomedicina Chironis
Die Mulomedicina Chironis („Chirons Maultiermedizin“) ist eine pferdemedizinische lateinische Abhandlung aus dem 4. Jahrhundert.

## Verfasser
Als Verfasser erscheint ein Name oder ein Pseudonym, Chiron Centaurus. Zur Person dieses Chiron gibt es nur Vermutungen. Einzelne Abschnitte haben andere Verfasser wie Apsyrtus und die unbekannten Farnax, Policletus und Sotion, und schließlich Claudius Hermeros oder Kermeros, in dem man einen späteren Redakteur oder auch den Übersetzer des Textes aus dem Griechischen vermutete.

## Textüberlieferung
Zwei Handschriften des 15. Jahrhunderts enthalten die Mulomedicina Chironis. Eine von ihnen wurde im Jahre 1885 an der Bayerischen Staatsbibliothek München von Wilhelm Meyer entdeckt. Die andere Handschrift wurde im Jahre 1988 in der Bibliothek der Universität Basel von Werner Sackmann entdeckt.

## Rezeption
Die Mulomedicina Chironis ist die Hauptquelle der Mulomedicina des Vegetius. Dieser bemerkte dazu: Chiron vero et Apsyrtus diligentius cuncta rimati eloquentiae inopia ac sermonis ipsius vilitate sordescunt (Trotz ihrer Sorgfalt, Chiron und Apsyrtus klingen nicht gut infolge ihres armen Ausdrucks und Stilfehlers).

## Ausgaben
Im September 1901 veröffentlichte Eugen Oder in Leipzig die einzige vollständige Ausgabe dieses Werkes: Claudii Hermeri Mulomedicina Chironis. Im Juli 1910 veröffentlichte Max Niedermann in Heidelberg eine Ausgabe der Bücher II und III der Mulomedicina Chironis: Proben aus der sogenannten Mulomedicina Chironis. Buch II und III.

## Übersetzungen und Kommentare
- Angelika Baumgartner: Buch I der Mulomedicina Chironis. Übersetzung und Besprechung. München 1976 (Dissertation)
- Rüdiger Frik: Buch II und Buch IV Kapitel 38–57 der Mulomedicina Chironis. Übersetzung und Besprechung. München 1979 (Dissertation)
- Thomas Roeren: Buch III der Mulomedicina Chironis. Übersetzung und Besprechung. München 1977 (Dissertation)
- Christine Guggenbichler: Buch IV, Kap. 1–37, der Mulomedicina Chironis. Übersetzung und Besprechung. München 1978 (Dissertation)
- Hubertus Schwarzer: Buch V der Mulomedicina Chironis. Übersetzung und Besprechung. München 1976 (Dissertation)
- Walter Wohlmuth: Teile von Buch VI und Buch VII der Mulomedicina Chironis. Übersetzung und Besprechung. München 1978 (Dissertation)
- Carola Enderle: Buch X der Mulomedicina Chironis. Übersetzung und Besprechung. München 1975 (Dissertation)